# 이은영 (1966년 10월)
이은영(李銀英, 1966년 10월 16일 ~ )은 대한민국의 제5대 울산광역시의원이며, 제4대 울산광역시 북구의원이었다.

## 학력
- 복산국민학교 졸업
- 학성여자중학교 졸업
- 울산여자고등학교 졸업
- 경상대학교 생물학과 졸업

## 경력
- 울산여성회 부설 북구 가정·성폭력 상담소장 역임
- 울산광역시 북구 지방재정 심의위원 역임
- 울산광역시 북구 공공도서관운영위원 역임
- 농소3동 여성회 회장
- 동천초등학교 운영위원
- 울산광역시 북구 지역사회복지대표협의체 위원
- 울산광역시 북구 공동주택 지원 심의위원
- 울산광역시 북구 장애인보호작업장 운영위원
- 울산광역시 한부모가족지원센터 운영 자문위원
- 울산여성회 성교육 강사
- 울산광역시 몰래산타 대표
- 천곡지역아동센터 대표
- 2006.07 ~ 2010.06 제4대 울산광역시 북구의회 의원
- 2010.07 ~ 2014.06 제5대 울산광역시의회 의원
- 2010.07 ~ 2012.07 제5대 울산광역시의회 전반기 교육위원회 위원
- 2010.07 ~ 2012.07 제5대 울산광역시의회 전반기 의회운영위원회 위원
- 2010.07 ~ 2012.07 제5대 울산광역시의회 전반기 예산결산특별위원회 위원
- 2010.09 ~ 2011.03 제5대 울산광역시의회 울산외고 부실공사에 관한 행정사무조사특별위원회 위원
- 2012.07 ~ 2014.06 제5대 울산광역시의회 후반기 교육위원회 위원
- 2012.07 ~ 2014.06 제5대 울산광역시의회 후반기 의회운영위원회 위원
- 2012.07 ~ 2014.06 제5대 울산광역시의회 후반기 예산결산특별위원회 위원

## 역대 선거 결과
|  | 35.15% |

|  | 53.44% |

|  | 46.78% |